# Fraunhofer-Institut für Zelltherapie und Immunologie
Das Fraunhofer-Institut für Zelltherapie und Immunologie (IZI) ist ein Forschungsinstitut der Fraunhofer-Gesellschaft. Das Institut erforscht und entwickelt spezielle Problemlösungen an den Schnittstellen von Medizin, Biowissenschaften und Ingenieurwissenschaften. Eine der Hauptaufgaben besteht dabei in der Auftragsforschung für biotechnologische, pharmazeutische und medizintechnische Unternehmen, Kliniken, diagnostische Labore sowie Forschungseinrichtungen. Innerhalb der Geschäftsfelder Zell- und Gentherapie, Wirk- und Impfstoffe, Molekular- und Immundiagnostik sowie Extrakorporale Therapien entwickelt, optimiert und validiert das Fraunhofer IZI Verfahren, Materialien und Produkte. Im Forschungsmittelpunkt stehen dabei Entwicklungen im Bereich der Immunonkologie und Infektionspathologie. Das Institut ist kliniknah orientiert und übernimmt Qualitätsprüfungen sowie die GMP-konforme Herstellung von klinischen Prüfmustern.

## Geschichte
Die Gründung des Instituts erfolgte am 29. April 2005. Im Oktober 2005 wurden die ersten Labore in der Bio City Leipzig angemietet, im Juni 2006 die erste GMP-Anlage in Betrieb genommen. Die Grundsteinlegung für das neue Institutsgebäude erfolgte am 22. September 2006. Eröffnet wurde das heutige Hauptgebäude am 27. Juni 2008. Im Januar 2013 wurde der erste Erweiterungsbau in Betrieb genommen. Der zweite Erweiterungsbau wurde im April 2015 eröffnet. Im April 2010 wurde das Fraunhofer IZI durch eine Kommission renommierter Experten aus Wissenschaft, Wirtschaft und Politik positiv evaluiert. Zum 1. Januar 2011 ging das Institut daraufhin aus der Anschubfinanzierung durch die EU und den Freistaat Sachsen in den regulären Finanzierungsmodus der Fraunhofer-Gesellschaft über. Seit März 2011 unterhält das Institut eine Außenstelle in Rostock. Die Gruppe entwickelt gemeinsam mit der Universität Rostock extrakorporale Therapieverfahren. Im Oktober 2013 wurde eine zweite Außenstelle „Molekulare Wirkstoffbiochemie und Therapieentwicklung“ in Halle (Saale) gegründet. Im Mittelpunkt der Forschung stehen Identifizierung und Charakterisierung medizinisch relevanter Zielproteine und Wirkstoffkandidaten sowie die Entwicklung daraus resultierender Therapie-Konzepte. Im Juli 2014 wurde dem Fraunhofer IZI der Institutsteil Bioanalytik und Bioprozesse in Potsdam-Golm angegliedert. Die Schwerpunkte am Standort sind Biotechnologie, Bioproduktion und Bioanalytik. Seit Januar 2024 ergänzt die Außenstelle Zelluläre Immuntherapien in Würzburg die Kompetenzen des Instituts im Bereich der präklinischen und klinischen Entwicklung zellbasierter Immuntherapien.
Das Fraunhofer IZI ist Mitglied im Fraunhofer-Verbund Gesundheit. Außerdem gehören dazu das Fraunhofer-Institut für Biomedizinische Technik (IBMT), das Fraunhofer-Institut für Digitale Medizin (MEVIS), die Fraunhofer-Einrichtung für Individualisierte und Zellbasierte Medizintechnik (IMTE), das Fraunhofer-Institut für Toxikologie und Experimentelle Medizin (ITEM) sowie das Fraunhofer-Institut für Translationale Medizin und Pharmakologie (ITMP).

## Forschung und Entwicklung
Der wissenschaftliche Fokus des Instituts liegt in der Erforschung und Entwicklung innovativer diagnostischer und therapeutischer Verfahren zur Behandlung immunologischer, onkologischer und degenerativer Erkrankungen. Im Forschungsmittelpunkt stehen dabei Entwicklungen im Bereich der Immunonkologie und Infektionspathologie. Die Arbeit des Instituts ist in folgende Geschäftsfelder gegliedert:

### Zell- und Gentherapie
Der Bereich Zell- und Gentherapie umfasst Entwicklungsaktivitäten und Auftragsforschungsvorhaben zur Entwicklung innovativer zell- und gentherapeutischer Therapiekonzepte sowie deren Validierung, Testung und Herstellung nach GLP- und GMP-Standards. Eigene Entwicklungen widmen sich verstärkt dem Bereich der Tumorimmunologie. Der Leistungsbereich Herstellung und Qualitätskontrolle bearbeitet aktuell hauptsächlich Ansätze zur Krebsbekämpfung und zur Behandlung von Herz- und Kreislauferkrankungen, ist jedoch generell indikationsübergreifend.

### Wirk- und Impfstoffe
Die Entwicklung neuer Wirkstoffe ist ein zeit- und kostenintensiver Prozess. Dabei kommt es oft zu einer Lücke bei der Überführung von Ergebnissen der Grundlagenforschung in die klinische Anwendung. Das Fraunhofer IZI schließt diese Lücke durch besonderes Know-how im Bereich der präklinischen Entwicklung. Dies beinhaltet Wirkstoffcharakterisierung, -optimierung und präklinische Prüfungen bis hin zur klinischen Studie. Besondere Schwerpunkte liegen dabei auf der Entwicklung von Wirkstoffen in den Bereichen Onkologie, autoimmune, neurodegenerative und entzündliche Erkrankungen sowie Infektionskrankheiten.

### Molekular- und Immundiagnostik
Für die Entwicklung optimaler Therapiestrategien sind innovative diagnostische Methoden notwendig. Das Fraunhofer IZI entwickelt und validiert neue und adaptierte diagnostische Verfahren und Biomarker. So entwickelt das Institut z. B. neue Biomarker für die Onkologie sowie innovative Verfahren zur Diagnostik von Infektionskrankheiten (z. B. Sepsis). Mit innovativen Verfahren und neuen Biomarkerklassen (z. B. NcRNA) ist das Institut bestrebt, sensiblere, schnellere und kostengünstigere Verfahren zu entwickeln und in den klinischen Einsatz zu überführen.

### Extrakorporale Therapien
Das Geschäftsfeld umfasst die Entwicklung neuer Diagnose- und Behandlungsverfahren im Bereich der extrakorporalen Organersatzsysteme. Schwerpunkte der Arbeiten liegen dabei auf innovativen Systemen zur Unterstützung des Immunsystems, auf Funktionsanalysen und Verbesserungen bestehender medizintechnischer Systeme, auf zellkulturbasierter In-vitro-Diagnostik und auf klinischen Studien.

## Infrastruktur
Es sind etwa 646 Mitarbeiter (Stand Dezember 2024) beschäftigt, darunter wissenschaftliches und ingenieurtechnisches Personal, technische Assistenten und Laboranten, Technik- und Verwaltungspersonal sowie zahlreiche Doktoranden und internationale Gastwissenschaftler. 2024 betrug der Betriebshaushalt knapp 44 Mio. Euro. Die drei Institutsgebäude auf dem Gelände der Alten Messe Leipzig bieten mit etwa 8800 m² Nutzfläche Platz für über 400 Mitarbeitende. Die Labore des Instituts sind hauptsächlich für zellbiologische, mikrobiologische und molekularbiologische Arbeiten ausgestattet und erfüllen die Anforderungen der Sicherheitsstufe S2 (Gentechnik-Sicherheitsverordnung - GenTSV) und BSL-2 (Biostoffverordnung - BioStoffV). Das Fraunhofer IZI betreibt mehrere hochmoderne GMP-Reinraumanlagen mit einer Gesamtfläche von ca. 1000 m². Darunter zwei Anlagen zur Herstellung von Zell- und Gentherapien und einem Bereich zur Herstellung therapeutischer Antikörper. Eine weitere Anlage wird bis 2026 für die Herstellung genetischer Vektoren (z. B. Adeno-assoziierte Viren - AAV) umgerüstet. Die GMP-Infrastruktur wird durch entsprechende Qualitätskontrolllabore (ca. 700 m²) und Bereiche für die GMP-Prozessentwicklung komplettiert. Fokus ist die Prozessentwicklung, Herstellung und Qualitätskontrolle von klinischen Prüfpräparaten im Bereich der Arzneimittel für neuartige Therapien (ATMP), zu denen u. a. Tissue Engineering Produkte, somatische Zelltherapeutika und Gentherapeutika gehören. Das Fraunhofer IZI verfügt weiterhin über ein Labor der Sicherheitsstufe 3. Damit ist es möglich Forschungs- und Entwicklungsarbeiten unter der biologischen Schutzstufe 3 zu realisieren und hochpathogene Erreger zu untersuchen.
In direkter Nachbarschaft zum Fraunhofer IZI befinden sich die Bio City Leipzig, das Max-Planck-Institut für evolutionäre Anthropologie, die Veterinärmedizinische Fakultät sowie die Deutsche Nationalbibliothek. Nur wenige Gehminuten entfernt befinden sich die Universitätskliniken, die Naturwissenschaftliche Fakultät der Universität Leipzig sowie weitere Hochschulen und Forschungsinstitute.

## Leipzig Immune ONcology (LION) Conference
Seit 2006 organisiert das Fraunhofer IZI verschiedene wissenschaftliche Tagungen. Darunter die regelmäßig stattfindende Leipzig Immune ONcology (LION) Conference. Diese bringt Experten aus Medizin, Wissenschaft und Industrie zusammen, um die neuesten Entwicklungen und Highlights zu speziellen Themen der Immunonkologie zu diskutieren.